# Ooghoogte

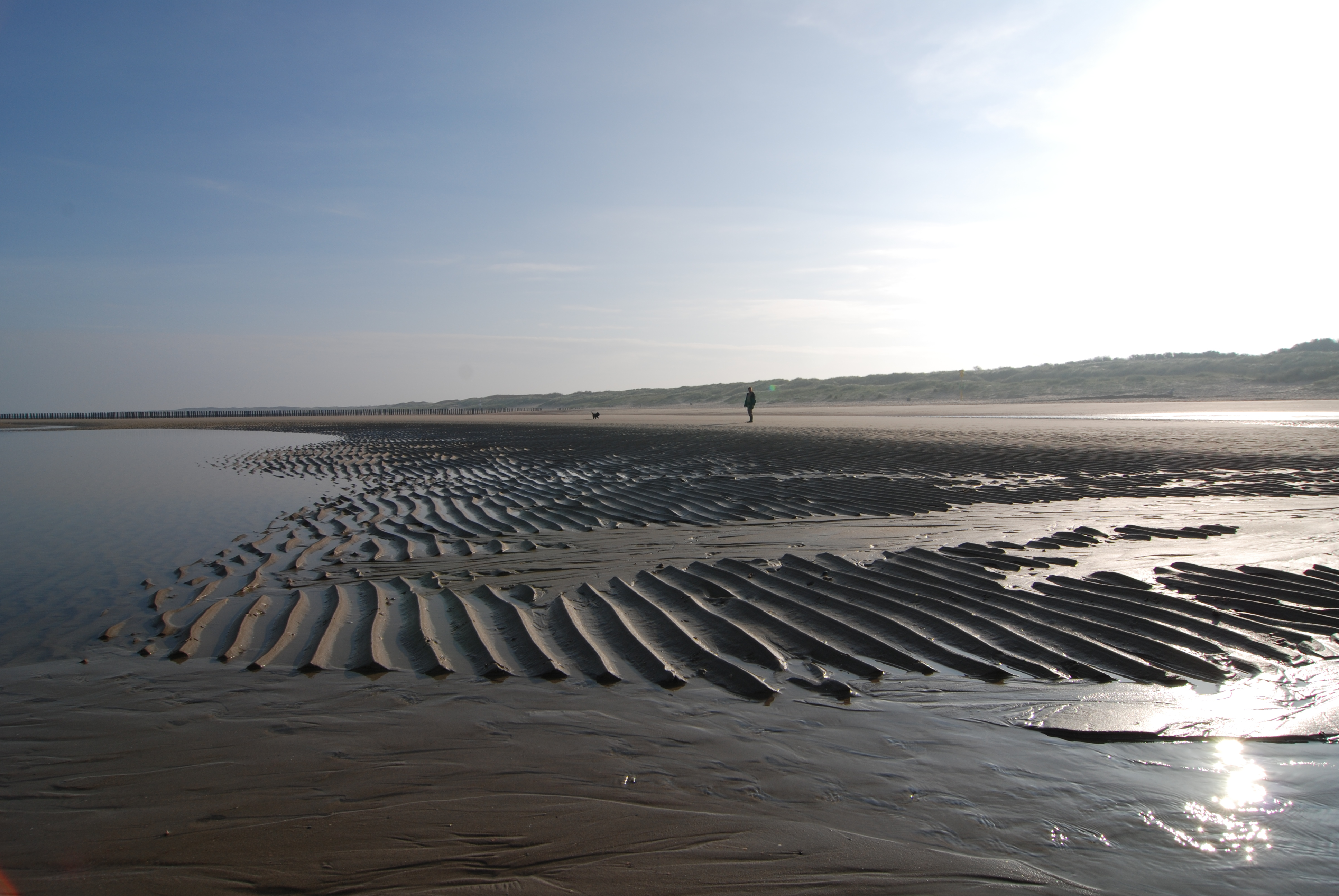
De lens van de camera bevindt zich beneden de ooghoogte van afgebeelde persoon

Absoluut gezien is de ooghoogte de afstand tussen de vloer en het menselijk oog. Dit is in het algemeen de lichaamslengte minus 12 à 15 cm. Bij iemand van 1,67 m ligt de ooghoogte op ongeveer 1,55 meter.
Relatief gezien wordt het begrip ook wel gebruikt om de kijkhoogte ten opzichte van het aardoppervlak mee aan te duiden. Staat iemand in een toren dan bedraagt de ooghoogte bijvoorbeeld 15 meter. Kan deze de horizon zien, dan is alles wat daar bovenuit steekt, hoger dan ooghoogte. Een flat van 25 meter hoogte steekt in het geval van het voorbeeld er bovenuit; een boom van 8 meter zit eronder.
Er wordt dan ook wel gezegd dat de horizon zich op ooghoogte bevindt. Als op een foto aan zee, waar de horizon goed te zien is, van een staand iemand de ogen overeenkomen met die van de horizon, is de hoogte van de lens van de camera gelijk aan die van de afgebeelde persoon. 

## Kunst
Als vuistregel bij het ophangen van kunst geldt dat dit op ooghoogte moet hangen. Om het te bekijken hoeft men niet omlaag of omhoog te kijken. De grootte van het object en van de wand moeten zich hier natuurlijk wel voor lenen.